# Arc (ニール・ヤングのアルバム)
| 専門評論家によるレビュー | 専門評論家によるレビュー |
| レビュー・スコア         | レビュー・スコア         |
| 出典                     | 評価                     |
| ------------------------ | ------------------------ |
| AllMusic                 | [ 4 ]                    |

『Arc』（アーク）は、ニール・ヤングとクレイジー・ホースのアルバムで、1991年初頭にレコーディングされ、1991年10月にリリースされた。

## 概要
このアルバムは、フィードバック、ギター・ノイズ、即興演奏、ヴォーカル・フラグメントで構成されており、1991年のアメリカ・ツアーの様々なライヴで録音されたものを、35分の構成に再編集したものである。もともと『Arc』は、ライヴ・アルバム『ウェルド:ライブ・イン・ザ・フリー・ワールド』と一緒に『アーク=ウェルド』という特別仕様の3枚組CDでリリースされた。その後、アークとウェルドは別々にリリースされた。
『Pulse!』誌1991年12月号に掲載されたアグノスティック・フロントのスティーヴ・マーティンとのインタビューによると、アークはヤングが制作した『Muddy Track』というフィルム（『Rolling Stone』誌1991年11月28日号に掲載されたデヴィッド・フリックとのインタビューで言及されている）に端を発している。ヤングは1987年のツアー中、アンプにビデオカメラを取り付け、様々な曲の始まりと終わりを録音し、後にそれを編集して映画のサウンドトラックにした。バンド全体がこの小さなリミッターに吸い込まれ、圧縮され、地獄のように歪んだ音だった」とヤングはマーティンに語り、『Muddy Track』のサウンドトラックについて言及した。ヤングはそのビデオをソニック・ユースのサーストン・ムーアに見せ、同じような方法でアルバム全体をレコーディングすることを提案した。しかし、『アーク』は『Muddy Track』のようにビデオカメラのマイクを使って録音されたのではなく、ツアー中に録音された様々なプロフェッショナルなマルチトラック・レコーディングから編集されたものだった。
ヤングの実験的なギター・フィードバックの使用は、1990年と1991年に彼のライブ・ツアーのオープニングを務めたノイズ・ロック・バンド、ソニック・ユースからも影響を受けている。

## 収録曲
1. "Arc (A Compilation Composition)" – 35:00

## 参加ミュージシャン
- Neil Young – guitar, vocals, computer, feedback, production, mixing
- Frank "Poncho" Sampedro – guitar, univox stringman, vocals
- Billy Talbot – bass, vocals, production, mixing
- Ralph Molina – drums, vocals
- Sal Trentino – electronics

制作スタッフ
- David Briggs – production, recording
- Joel Bernstein, Mark Mauriello – photography
- Janet Levinson – art direction
- Tim Mulligan – mixing, editing, mastering
- Dave Hewitt – recording
- Phil Gitomer, Dave Roberts, Brian Leskowicz – assistant engineering
- Elliot Roberts – direction